# フランケンシュタインの逆襲 (1957年の映画)
『フランケンシュタインの逆襲』（フランケンシュタインのぎゃくしゅう、原題: The Curse of Frankenstein）は、メアリー・シェリーの『フランケンシュタイン』を原作とし、1957年に製作されたイギリス・アメリカ合作のホラー映画。製作はハマー・フィルム・プロダクション。主演ピーター・カッシング。監督テレンス・フィッシャー。
第二次世界大戦前に大きなブームがあったが、戦後停滞傾向にあった古典的なホラー映画の分野を本作のヒットにより復興させた金字塔的作品である。同一邦題の『フランケンシュタインの逆襲 』（1965年）とは無関係。

## ストーリー
スイスの山間部。両親を早くに失い男爵家を相続した若きヴィクター・フランケンシュタインは、家庭教師のポールを助手として生命に関わる実験に取り組んでいた。生命の蘇生に成功したヴィクターだが、それに満足することなく生命の創造へ向け突き進む。死体を集め、優秀な脳を入手するために殺人まで犯すなど、常道を逸した手段も辞さない。そして遂に人造人間は完成するが、移植した脳に障害が生じたため、人を見れば襲って殺そうとする凶暴な怪物としての誕生だった。

## キャスト

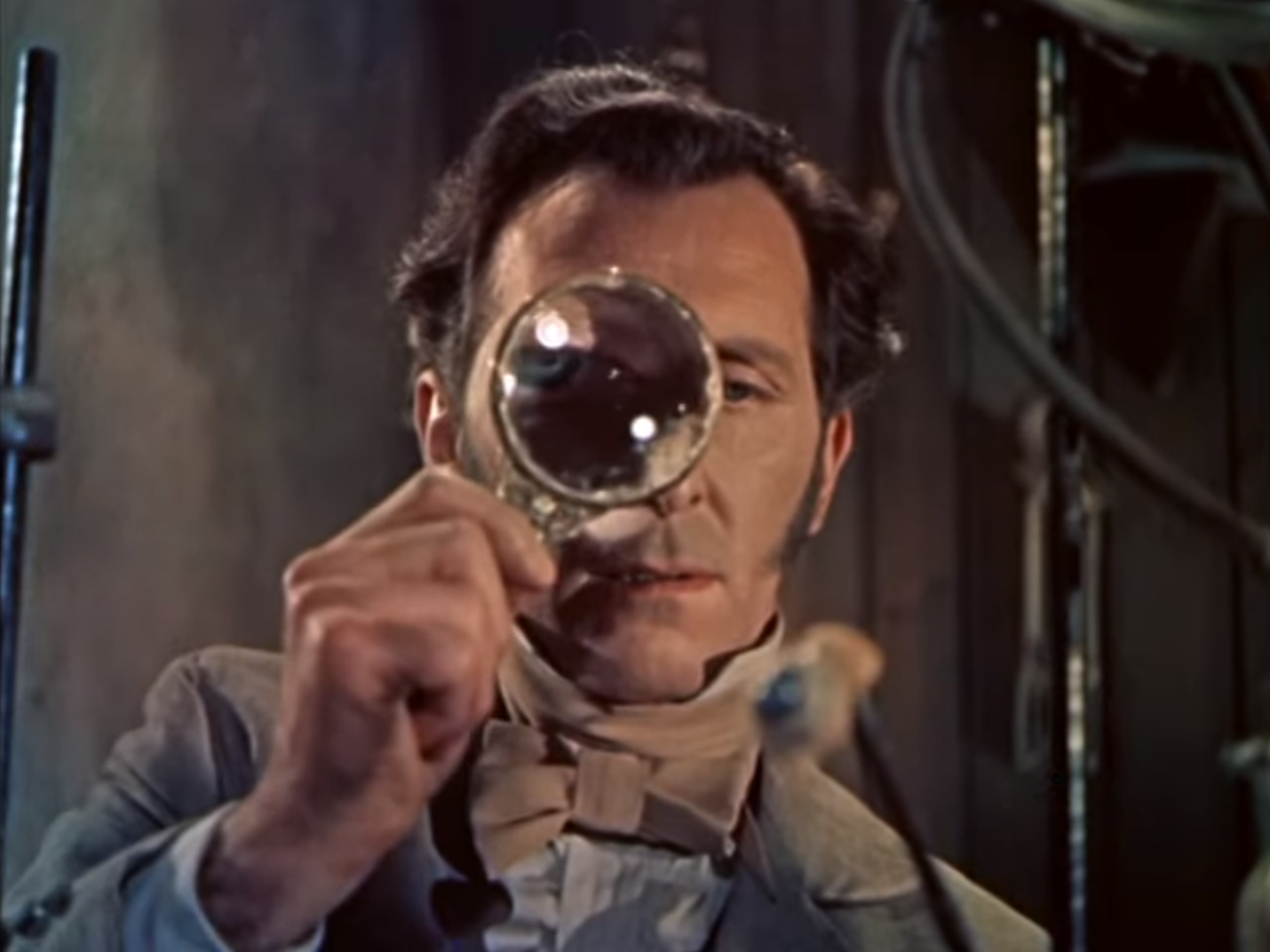
ピーター・カッシングが演じた男爵

- ヴィクター・フランケンシュタイン男爵：ピーター・カッシング、日本語吹替え - 千葉耕市
- エリザベス（男爵の妻）：ヘイゼル・コート（怪奇映画の女王ともいわれる女優）、日本語吹替え - 山崎左度子
- ポール・クレンプ：ロバート・アークハート、日本語吹替え - 田中信夫
- 怪物（クリーチャー）：クリストファー・リー、台詞なし
- 若い頃のヴィクター：メルヴィン・ヘイズ、日本語吹替え - 小宮山清
- ジャスティン：ヴァレリー・ゴーント
- バーンスタイン教授：ポール・ハードマス、日本語吹替え - 北村弘一
- 森の少年：日本語吹替え - 野沢雅子

- 日本テレビ初放送：1970年8月『水曜名画劇場』

## 製作
イギリスの映画製作会社ハマー・フィルム・プロダクションは1955年、SFホラー映画『原子人間』を世界的にヒットさせた。次にハマーは配給会社からの要請で、1931年にアメリカのユニバーサル映画が制作して大ヒットした古典派ホラー映画の名作『フランケンシュタイン』のカラーフィルムによるリメイク的作品として本作を企画する。ユニバーサル映画は1931年以降、『吸血鬼ドラキュラ』や『フランケンシュタイン』、エドガー・アラン・ポー作品等のゴシック小説を題材とするホラー映画を量産してブームを巻き起こした。しかし、1940年代半ばにはそのブームも失速し、第二次大戦終戦頃を最後に本格的な古典派ホラー映画の製作はほぼ途絶えていた。
ハマーは主役のフランケンシュタイン男爵に、当時英国テレビドラマ界のスターであったピーター・カッシングを招聘、怪物役にはまだ無名に近かったクリストファー・リーを配した。企画初期には怪物役に、ユニバーサル版で怪物を演じた怪奇映画の大御所ボリス・カーロフを招聘する案もあったともいわれるが実現はしなかった。監督には幾つかのハマー作品を手がけてきたテレンス・フィッシャーが起用された。
リーが演じた怪物（本作では「モンスター」ではなく「クリーチャー」と表記される）はユニバーサル版とはイメージの異なる、死体を継ぎはぎしたようなグロテスクなデザインとなっている。これはユニバーサル版フランケンシュタイン・モンスターのデザインが著作権の問題で使用できなかったためとされる。しかし、監督のフィッシャーは新しいイメージの怪物を創造しようしていたので、敢えてユニバーサル版の踏襲に拘らなかったとも述べている。

## 評価と影響
怪物の造形についてはユニバーサル版の印象が一般に強く浸透しており、新機軸を指向したハマー版の評価は良くはなかった。
しかし、閉鎖的な空間で生命の実験に邁進するマッドサイエンティストとしてのフランケンシュタイン男爵の狂気と、それにより巻き起こされる恐怖の数々、その男爵の意外な形での破滅を中心に描いた本作は世界的なヒットを記録した。これに続いて制作された『吸血鬼ドラキュラ』の更なるヒットにより、ハマーは以後20年近くにわたりホラーメーカーのトップとして君臨する事となる。そしてまたカッシングとリーも怪奇映画の国際的スターとなった。翌年には早くも続編『フランケンシュタインの復讐』が企画されるが、イメージの固定化を嫌ったリーは出演を辞退。カッシング演じるフランケンシュタイン男爵が新たなる生命の実験を続ける内容で制作された。それ以後も同じ趣向でシリーズ化され、1974年まで合計6本のシリーズ作品が作られた。（後述）
本作の世界的ヒットにより古典派ホラー映画は再び脚光を浴びた。ハマーは1970年代初頭までカッシングが出演しない映画も含めて7本のフランケンシュタイン作品、9本のドラキュラ作品を始め、多くのホラー映画を製作した。またハマー以外にもイギリスのアミカス・プロダクションは主にオムニバス・ホラー映画の分野で良作を生み出し、アメリカのAIPは1960年からポー作品を原作とするホラー映画を連続制作するなど、本作のヒットは古典派ホラー映画の分野に再興をもたらした。

## 備考
- 本作は大幅に脚色されてはいるが、メアリー・シェリー原作『フランケンシュタイン』の映画化である。しかし、邦題は何らかの先行作の続編のような印象を与えるそぐわないものである。また、「フランケンシュタイン」は男爵の名であるが、その「逆襲」とはストーリーの内容にも合致しない。更に、続編として制作された『The Revenge of Frankenstein』には直訳の『フランケンシュタインの復讐』（1958年）という邦題が付けられたため、同じような題名が2作続くことになった。
- 更に1965年製作のアメリカのSF映画『Frankenstein Meets the Space Moneter』にまったく同じ『フランケンシュタインの逆襲』という邦題がつけられたため、紛らわしい事態となっている。この映画は原題にも「Frankenstein」とあるが、『フランケンシュタイン』とはまったく関係ない。
- 原作のヴィクター・フランケンシュタインは男爵家の跡取り息子だが、本作では冒頭の両親の死により男爵を継いだと設定しているため「フランケンシュタイン男爵」と呼称されている。後継シリーズにおいてもすべて同様である。

## シリーズ作品
1. フランケンシュタインの逆襲 (1957) ＊本作
2. フランケンシュタインの復讐 (1958)
3. フランケンシュタインの怒り (1964)
4. フランケンシュタイン 死美人の復讐 (1967)
5. フランケンシュタイン 恐怖の生体実験 (1969)
6. フランケンシュタインと地獄の怪物（モンスター） (1974)

- 第2作は第1作の続編だが、それ以降の各編に継続性は希薄である。ピーター・カッシングが演ずるフランケンシュタイン男爵が身分を隠してヨーロッパ各地を逃亡しながら研究・実験を続ける内容となっている。中には、ラストで男爵が死ぬ作品もあるが、次作では何事もなかったかのように登場している。男爵の性格は比較的まともな学者肌から、研究の為には手段を選ばない、第1作以上の冷酷漢まで作品により差異がある。クリストファー・リーは第2作以降、怪物役でも他の役でも一度も出演していない。
- この他に番外編としてピーター・カッシングが出演せず、ラルフ・ベイツが男爵を演じた『The Horror of Frankenstein』(1970)がある。